# Кингстон (Минесота)
Кингстон (енгл. Kingston) град је у америчкој савезној држави Минесота.

## Демографија
По попису из 2010. године број становника је 161, што је 41 (34,2%) становника више него 2000. године.
| Група             | 2000.        | 2010.       |
| Белци             | 120 (100,0%) | 153 (95,0%) |
| Афроамериканци    | 0 (0,0%)     | 0 (0,0%)    |
| Азијати           | 0 (0,0%)     | 1 (0,6%)    |
| Хиспаноамериканци | 0 (0,0%)     | 3 (1,9%)    |
| Укупно            | 120          | 161         |